# Circuito Masculino ITF de 2012

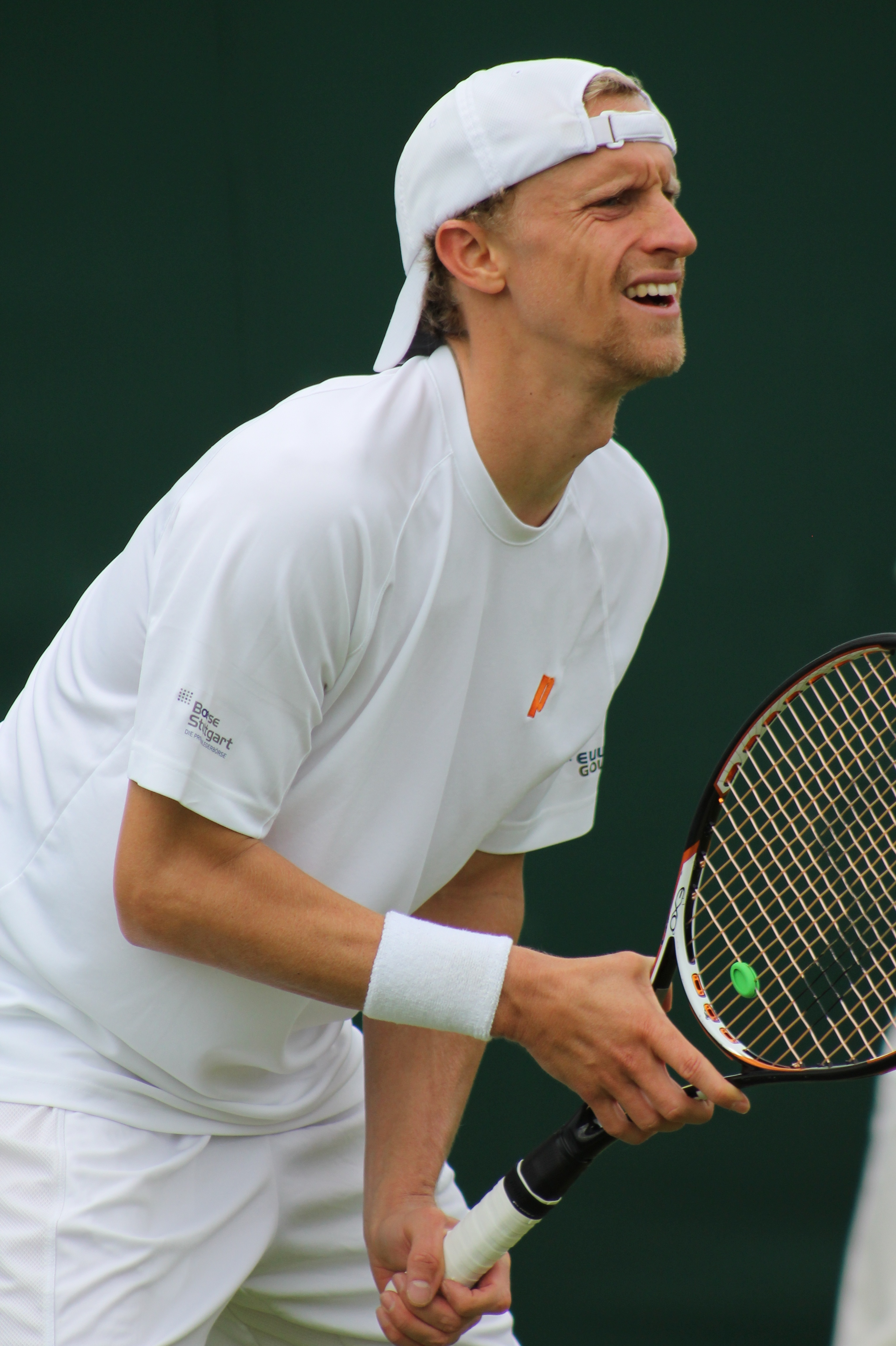
Bastian Knittel venceu seis títulos no circuito de 2012.

O Circuito Masculino ITF de 2012 é a edição de 2012 da turnê nível de entrada para profissional do tênis, e é a terceira turnê de tênis camadas abaixo da ATP, ATP World Tour e Challenger Tour. É organizado pela International Tennis Federation (ITF) que também organiza o Circuito Feminino ITF que é a turnê de entrada para, as mulheres, no tênis profissional. Torneios Future são organizados para oferecer $10.000 ou $15.000 em prêmios em dinheiro e, alguns, hospitalidade aos jogadores que competem na chave principal e dar pontos no ranking adicionais que são válidos sob o sistema de ranking da ATP, e estão a ser organizado por uma associação nacional ou aprovado pelo Comitê do Circuito Masculino da ITF.
Os torneios são jogados em uma superfície plana retangular, comumente referido como um campo de tênis. A dimensão de um campo de tênis que são definidos e regulados pela ITF e pelo tribunal é 23,78
 metros (78,0 pés) de comprimento, 10,97
 metros (36,0 pés) de largura. Sua largura é 8,23
 metros (27,0 pés) para jogos de simples 10,97
 metros (36,0 pés) para jogos de duplas. Tênis é jogado em uma variedade de superfícies e cada superfície possui suas próprias características e modos de jogar. Há quatro principais tipos de quadras, dependendo dos materiais usados para a superfície, saibro, duro, grama e carpete, com a ITF classificando emcinco configurações diferentes que variam de ritmo lento para rápido.

## Países com sedes participantes
| - Alemanha - Argélia - Argentina - Armênia - Austrália - Áustria - Bahrein - Bélgica - Bolívia - Bósnia e Herzegovina - Brasil - Bulgária - Burundi - Camboja - Canadá - Chile - China - Taipé Chinesa | - Colômbia - Croácia - Chéquia - Equador - Egito - Estónia - Finlândia - França - Geórgia - Reino Unido - Grécia - Guatemala - Hong Kong - Índia - Indonésia - Irão - Israel - Itália | - Japão - Cazaquistão - Kuwait - Letônia - Liechtenstein - Lituânia - Marrocos - México - Países Baixos - Nigéria - Panamá - Polónia - Portugal - Catar - Irlanda - Roménia - Ruanda - Rússia | - Arábia Saudita - Sérvia - Eslováquia - Eslovênia - África do Sul - Coreia do Sul - Espanha - Suécia - Suíça - Tailândia - Turquia - Ucrânia - Emirados Árabes Unidos - Estados Unidos - Uzbequistão - Venezuela - Vietname - Zimbabwe |

Países que sediam torneios em 2012, mas não sediaram em 2011.
| - Arábia Saudita - Bahrein - Catar - Egito - Emirados Árabes Unidos | - Eslovênia - Geórgia - Grécia - Hong Kong - Vietname - Zimbabwe |

## Distribuição de pontos
| Categoria torneio | W  | F  | SF | QF | R16 | R32 |
| ----------------- | -- | -- | -- | -- | --- | --- |
| Futures 15,000+H  | 35 | 20 | 10 | 4  | 1   | 0   |
| Futures 15,000    | 27 | 15 | 8  | 3  | 1   | 0   |
| Futures 10,000+H  | 27 | 15 | 8  | 3  | 1   | 0   |
| Futures 10,000    | 18 | 10 | 6  | 2  | 1   | 0   |